# يانكوفتسي
يانكوفتسي (بالبلغارية: Янковци)‏ قرية تقع إدارياً ضمن بلدية غابروفو ‏ في بلغاريا. ويبلغ عدد سكانها 115 نسمة حسب تعداد 15 مارس 2015. تعتمد يانكوفتسي للبريد على الرمز البريدي 5345.